# 武蔵野大学中学校・高等学校
武蔵野大学中学校・高等学校（むさしのだいがくちゅうがっこう・こうとうがっこう）は、東京都西東京市新町一丁目に所在し、中高一貫教育を提供する私立中学校・高等学校。

## 概要
高等学校において、中学校から入学した内部進学の生徒と高等学校から入学した外部進学の生徒との間では、進学コースにあっては第2学年から、薬学・理系コースにあっては第1学年から、混合してクラスを編成する併設型中高一貫校。（2016年度は薬学理系コース、国際交流コース、選抜文系コースが第一学年から混合クラス）
かつては、女子校だったが、2019年に中学校が共学化され、2020年に高等学校が共学化された。
仏教学者である高楠順次郎博士によって、仏教精神を身につけた婦人を育成する学校として設立された。

## 沿革
- 1924年（大正13年） - 武蔵野女子学院を築地本願寺内に創設
- 1927年（昭和2年） - 高等女学校認可
- 1929年（昭和4年） - 築地より現在地へ移転
- 1943年（昭和18年） - 西本願寺系学校となる
- 1945年（昭和20年） - 千代田女子専門学校、学院内に移転
- 1947年（昭和22年） - 学制改革により武蔵野女子学院中学校・高等学校となる
- 1963年（昭和38年） - 高等学校校舎完成
- 1964年（昭和39年） - 創立40周年記念祝典挙行
- 1967年（昭和42年） - 中学校新校舎完成
- 1974年（昭和49年） - 創立50周年記念祝典挙行 紅雲台完成
- 1996年（平成8年） - 高校新校舎完成
- 2004年（平成16年） - 高校「薬学・理系コース」新設、創立80周年記念祝典挙行
- 2012年（平成24年） - 法人名称を学校法人武蔵野大学に変更
- 2015年（平成27年） - 中学2コース（総合進学・選抜進学）新設、高校4コース（総合進学・国際交流・選抜文系・薬学理系）開設
- 2017年（平成29年） - 高校コース名を変更予定（選抜文系→文系創造、薬学理系→理系医療）
- 2019年（平成31年） - 武蔵野女子学院中学校・高等学校から「武蔵野大学中学校・高校」に改称、中学校共学化
- 2020年（令和2年） - 高校の共学化

## 部活動
| 体育部 - ダンス部 - ソフトボール部 - バレーボール部 - 男子バスケットボール部 - 女子バスケットボール部 - 器械体操部 - 陸上部 - 卓球部 - 剣道部 - バドミントン部 - ハンドボール部 - 硬式テニス部 - バトン部 - サッカー部 | 文化部 - ブラスバンド部 - 合唱部 - 写真部 - 家庭科部 - 美術部 - 科学部 - 漫画部 - 書道部 - 茶道部 - 華道部 - 箏曲部 | 同好会 - 競技ドッヂボール同好会 - LEGO同好会（降格） |

## 制服
- 冬服
  - 中学 - ブレザー
  - 高校 - ブレザー
- 夏服
  - 中学 - セーラー服（女）、半袖ワイシャツ（男）、ポロシャツ（男女）
  - 高校 - セーラー服（女）、半袖ワイシャツ（男）、ポロシャツ（男女）
- 中学、高校共に学校指定スラックスの着用可能。

## 所在地
武蔵野大学武蔵野キャンパス内に所在し、構内には武蔵野大学と武蔵野大学附属幼稚園が併設されている。
- 東京都西東京市新町1-1-20

## 交通
出典 : 
| 運行事業者 | 乗車駅       | 系統・路線          | 下車停留所                |
| ---------- | ------------ | ------------------- | ------------------------- |
| 西武バス   | ひばりヶ丘駅 | 境03・境04・境07    | 「向台町一丁目」、徒歩5分 |
| 西武バス   | 東伏見駅     | 田無駅 - 東伏見駅線 | 「武蔵野大学」            |
| 関東バス   | 三鷹駅       | 鷹30・鷹33・鷹34    | 「武蔵野大学」            |
| 関東バス   | 吉祥寺駅     | 吉72・吉73・吉75    | 「武蔵野大学」            |
| 関東バス   | 荻窪駅       | 荻35                | 「武蔵野大学」            |

## 主な関係者

### 出身者
- 藤田泰子 - 元女優
- 藤島昌子 - 元アナウンサー
- 藤枝亜弥 - 元女優
- 中嶋みさ - フリーアナウンサー
- 宮本晴代 - ジャーナリスト